# Piney Point Village
Piney Point Village è un centro abitato degli Stati Uniti d'America situato nella contea di Harris dello Stato del Texas.
La popolazione era di 3.125 persone al censimento del 2010. Fa parte dell'area metropolitana di Houston–The Woodlands–Sugar Land e di una serie di comunità residenziali di lusso nella zona a ovest di Houston conosciute come Memorial Villages.

## Geografia fisica
Piney Point Village è situata a 29°45′42″N 95°30′58″W (29.761728, -95.516029)[12].
Secondo lo United States Census Bureau, ha un'area totale di 2,1 miglia quadrate (5,4 km²).

## Società

### Evoluzione demografica
Secondo il censimento del 2000, c'erano 3.380 persone, 1.225 nuclei familiari e 982 famiglie residenti nella città. La densità di popolazione era di 1.580,3 persone per miglio quadrato (609,8/km²). C'erano 1.282 unità abitative a una densità media di 599,4 per miglio quadrato (231,3/km²). La composizione etnica della città era formata dall'89,26% di bianchi, lo 0,53% di afroamericani, lo 0,03% di nativi americani, l'8,40% di asiatici, lo 0,09% di isolani del Pacifico, lo 0,44% di altre razze, e l'1,24% di due o più etnie. Ispanici o latinos di qualunque razza erano il 3,76% della popolazione.
C'erano 1.225 nuclei familiari di cui il 36,6% aveva figli di età inferiore ai 18 anni, il 75,8% aveva coppie sposate conviventi, il 2,9% aveva un capofamiglia femmina senza marito, e il 19,8% erano non-famiglie. Il 18,0% di tutti i nuclei familiari erano individuali e l'8,3% aveva componenti con un'età di 65 anni o più che vivevano da soli. Il numero di componenti medio di un nucleo familiare era di 2,76 e quello di una famiglia era di 3,12.
La popolazione era composta dal 26,6% di persone sotto i 18 anni, il 4,1% di persone dai 18 ai 24 anni, il 17,0% di persone dai 25 ai 44 anni, il 37,3% di persone dai 45 ai 64 anni, e il 15,0% di persone di 65 anni o più. L'età media era di 46 anni. Per ogni 100 femmine c'erano 96,5 maschi. Per ogni 100 femmine dai 18 anni in giù, c'erano 90,8 maschi.
Il reddito medio di un nucleo familiare era di 184.991 dollari e quello di una famiglia era di 200.000 dollari. I maschi avevano un reddito medio di 100.000 dollari contro i 57.222 dollari delle femmine. Il reddito pro capite era di 133.247 dollari. Circa il 2,4% delle famiglie e il 3,7% della popolazione erano sotto la soglia di povertà, incluso il 4,0% di persone sotto i 18 anni e il 3,6% di persone di 65 anni o più.
Secondo il censimento del 2010 c'erano 3.125 persone, 1.064 nuclei familiari e 945 famiglie. 377 famiglie avevano minori di 18 anni.